# Зандбергер, Фридолин
Фридолин Зандбергер (нем. Carl Ludwig Fridolin von Sandberger; 1826, Дилленбург, Нассау — 1898) — немецкий геолог и минералог.
С 1849 заведовал естественно-историческим музеем в Висбадене, с 1855 был профессором минералогии и геологии в Карлсруэ, откуда в 1863 перевёлся в Вюрцбургский университет. Заслужил известность своими геологическими и палеонтологическими трудами. Такими как: «Uebersieht der geologischen Verhältnisse des Herzogtums Nassau» (1847); «Beschreibung und Abbildung der Versteinerungen des rheinischen Schichtensystems» (1848—1852), со своим братом Гвидо (род. в 1820); «Die Konchylien des Mainzer Tertiärbeckens» (1850—1864); «Die Land— und Süsswasserconmhylien der Vorwelt» (1870—1876); «Untersuchungen über Erzgänge» (1881 и 1885). Принимал участие в составлении геологической карты герцогства Нассау.
Его сын, Адольф Зандбергер, стал известным композитором.